# Schmähingen
Schmähingen (Rieser Schwäbisch Schmähng) ist ein Gemeindeteil der Großen Kreisstadt Nördlingen im schwäbischen Landkreis Donau-Ries in Bayern.

## Geographie
Das Pfarrdorf hat 358 Einwohner (Stand: 3. Januar 2023). Es liegt auf einer Höhe von 458 m ü. NHN im Nördlinger Ries, etwa 5,5 km südöstlich von Nördlingen. 500 m östlich verläuft die nach Nördlingen führende Staatsstraße 2212. 
Nahe Schmähingen befindet sich der Albuch, ein Jura-Hügelrücken, auf dem 1634 die Schlacht bei Nördlingen stattfand.

## Geschichte
Im nördlichen Teil das unmittelbar im Nordosten liegenden Kirchberges scheint eine Siedelstelle gewesen zu sein, wie Funde aus der Hallstattzeit (780–520 v. Chr.) belegen.
Am 1. Januar 1978 wurde die bis dahin selbstständige Gemeinde, bestehend aus dem Hauptort und der Einöde Grünenbaind, in die Stadt Nördlingen eingegliedert.

## Kultur
In die Denkmalliste für Schmähingen sind (Stand Februar 2025) fünf Objekte eingetragen:
- Evangelisch-lutherische Marienkirche, eine mittelalterliche Chorturmanlage mit stattlichem Chorturm, 1436/38, Chorschluss und Langhaus Mitte 15. Jahrhundert. Sehenswert sind das Kruzifix vom Ende des 15. Jahrhunderts und Plastiken der Heiligen Ursula und Cordula.
- Pfarrhaus Schmähingen, zweigeschossiger giebelständiger Massivbau über hohem Sockelgeschoss, mit Schopfwalmdach, 1816, mit wohl zeitgleicher Hofummauerung
- Gasthaus Zum Goldenen Kreuz, Prielstraße 6, stattlicher zweigeschossiger Satteldachbau mit abgetrepptem, geschweiftem Giebel, wohl 1727
- Querstehender Stadel, Prielstraße 6,	massiver Satteldachbau mit ursprünglich zwei korbbogigen Tennentoren, bezeichnet „1727“
- Kleinbauernhaus, Stählinstraße 11, erdgeschossiger traufständiger Satteldachbau, frühes 19. Jahrhundert

## Verein Rieser Kulturtage
Der Verein Rieser Kulturtage hat seine Geschäftsstelle im ehemaligen Pfarrhaus, Kirchbergstraße 6.